# Фернан Лангль де Карі
Фернан Лангль де Карі (фр. Fernand de Langle de Cary; 4 липня 1849, Лор'ян — 19 лютого 1927, Пон-Скорфф) — французький воєначальник часів Першої світової війни, армійський генерал (1916). На початку Великої війни був командувачем 4-ї армії, на чолі якої бився в Прикордонній битві 1914 року на Західному фронті.

## Біографія
Фернан Луї Арман Марі Лангль де Карі народився в Лор'яні 4 липня 1849 року. 1867 році поступив у військову школу Сен-Сіра, яку успішно закінчив на чолі свого класу в 1869 році. Службу розпочав у 2-му кавалерійському полку Африканських шассерів (фр. Chasseurs d'Afrique). Брав участь у франко-прусській війні, під час якої був поранений і нагороджений медаллю за відвагу. Після війни він пройшов підготовку на штабного офіцера, деякий час працював професором у Французькій військовій академії. У 1900 році отримав звання бригадного генерала і командування кавалерійською бригадою в Алжирі. У 1912 році він став членом Вищої військової ради Франції (фр. Conseil Supérieur de la Guerre).
На початку Першої світової війни в серпні 1914 року Лангль де Карі став командувачем 4-ї армії. У взаємодії з 3-ю армією генерала П'єра Рюффе та 5-ю армією генерала Шарля Ланрезака головнокомандувач генерал Жозеф Жоффр наказав його військам атакувати німців, що наступали на південь через сильно зарослі лісом гірські райони Арденн. Французькі війська значно поступалися кайзерівській армії, що на них наступали, тому в битві в Арденнах зазнали поразки з дуже великими втратами, але зуміли відійти і сформувати лінію оборони, досить сильну, щоб зупинити німецький контрнаступ. На відміну від генералів Рюффе та Ланрезака, де Кері не був звільнений від свого командування. Він продовжував очолювати 4-ту армію (хоча її сила була значно зменшена на користь новоствореної 6-ї армії Фоша) в битвах на Марні та на Ені, а також у траншейних боях 1915 року. Він командував французькими військами у Другій шампанській битві, черговому невдалому і коштовному французькому наступі, ініційованому Жоффром.
У грудні 1915 року він замінив Едуара де Кастельно на посаді командувача групи армій «Центр», коли його призначили заступником головнокомандувача. У цій посаді Лангль де Карі, серед інших обов'язків, став відповідальним за нагляд за оборонною готовністю Вердена. У лютому 1916 року розпочався масштабний німецький наступ на Верден, і перший час де Карі керував бойовими діями, але незабаром, зважаючи на те, що він вже досяг вікового обмеження для виходу на пенсію, його замінив Петен. Він командував лише два місяці. Офіційною причиною його відсторонення був вік 66 років.
19 лютого 1927 року армійський генерал Фернан Лангль де Карі помер.